# HSV (цветовая модель)
HSV (англ. Hue, Saturation, Value — тон, насыщенность, значение) или HSB (англ. Hue, Saturation, Brightness — тон, насыщенность, яркость) — цветовая модель, в которой координатами цвета являются:
- Hue — цветовой тон, например, красный, зелёный или синий. {\displaystyle H<360^{\circ }}, однако иногда приводится к {\displaystyle H<100} или {\displaystyle H<1}.
- Saturation — насыщенность. {\displaystyle S\leqslant 100} или {\displaystyle S\leqslant 1}. Чем больше этот параметр, тем «чище» цвет, поэтому этот параметр иногда называют чистотой цвета. А чем ближе этот параметр к нулю, тем ближе цвет к нейтральному серому.
- Value — значение цвета, или Brightness — яркость. Также, как и в насыщенности, {\displaystyle V\leqslant 100} или {\displaystyle V\leqslant 1}.

Модель была создана Элви Рэем Смитом, одним из будущих сооснователей Pixar, в середине 1970-х. Она является нелинейным преобразованием модели RGB.
Цвет, представленный в HSV, зависит от устройства, на которое он будет выведен, так как HSV — преобразование модели RGB, которая тоже зависит от устройства. Для получения кода цвета, не зависящего от устройства, используется модель Lab.
HSV (HSB) и HSL — две разные цветовые модели.

## Трёхмерные визуализации пространства HSV

### Цилиндр
Простейший способ отобразить HSV в трёхмерное пространство — воспользоваться цилиндрической системой координат. Здесь координата H определяется полярным углом, S — радиус-вектором, а V — Z-координатой. То есть, оттенок изменяется при движении вдоль окружности цилиндра, насыщенность — вдоль радиуса, а яркость — вдоль высоты. Несмотря на «математическую» точность, у такой модели есть существенный недостаток: на практике количество различимых глазом уровней насыщенности и оттенков уменьшается при приближении яркости (V) к нулю (то есть, на оттенках, близких к чёрному). Также на малых S и V появляются существенные ошибки округления при переводе RGB в HSV и наоборот. Поэтому чаще применяется коническая модель.

### Конус
Другой способ визуализации цветового пространства — конус. Как и в цилиндре, оттенок изменяется по окружности конуса. Насыщенность цвета возрастает с отдалением от оси конуса, а яркость — с приближением к его основанию. Иногда вместо конуса используется шестиугольная правильная пирамида.
Оба этих способа являются удобной трёхмерной иллюстрацией пространства HSV. Но из-за трёхмерности они в прикладном ПО не применяются.

## Визуализация HSV в прикладном ПО
Модель HSV часто используется в программах компьютерной графики, так как она удобна для человека. Ниже указаны способы «разворачивания» трёхмерного пространства HSV на двухмерный экран компьютера.

### Цветовой круг
Эта визуализация состоит из цветового круга (поперечного сечения цилиндра) и движка яркости (высоты цилиндра). Эта визуализация получила широкую известность по первым версиям ПО компании Corel. На данный момент применяется чрезвычайно редко, чаще используют кольцевую модель («а-ля Macromedia»)

### Цветовое кольцо
Оттенок представляется в виде радужного кольца, а насыщенность и значение цвета выбираются при помощи вписанного в это кольцо треугольника. Его вертикальная ось, как правило, регулирует насыщенность, а горизонтальная позволяет изменять значение цвета. Таким образом, для выбора цвета нужно сначала указать оттенок, а потом выбрать нужный цвет из треугольника.

### Изменение одной компоненты
На этих двух диаграммах показываются цвета, различающиеся только одной компонентой.

### Матрица соседних оттенков
Различие близких цветов можно отобразить другим путём — показать рядом несколько цветов, ненамного отличающихся своими компонентами. На рисунке справа показано 27 близких оттенков оранжевого, отсортированных по яркости и располагающихся по спирали. Квадратики в центре показывают те же цвета, но отсортированные в более линейном порядке.

## HSV и восприятие цвета
Часто художники предпочитают использовать HSV вместо других моделей, таких как RGB и CMYK, потому что они считают, что устройство HSV ближе к человеческому восприятию цветов. RGB и CMYK определяют цвет как комбинацию основных цветов (красного, зелёного и синего или жёлтого, пурпурного, бирюзового и чёрного соответственно), в то время как компоненты цвета в HSV отображают информацию о цвете в более привычной человеку форме: Что это за цвет? Насколько он насыщенный? Насколько он светлый или тёмный? Цветовое пространство HSL представляет цвет похожим и даже, возможно, более интуитивно понятным образом, чем HSV.

## Преобразования цветовых компонент между моделями

### RGB → HSV
Считаем, что:
{\displaystyle {\begin{aligned}H&\in \left[0,360\right]\\S,V,R,G,B&\in \left[0,1\right]\end{aligned}}}
Пусть {\displaystyle MAX} — максимальное значение из {\displaystyle R}, {\displaystyle G} и {\displaystyle B}, а {\displaystyle MIN} — минимальное из них.
| {\displaystyle H={\begin{cases}\\\\\\\\\\\\\\\\\end{cases}}} | не определено, если {\displaystyle MAX=MIN}                                                             |
| {\displaystyle H={\begin{cases}\\\\\\\\\\\\\\\\\end{cases}}} | {\displaystyle 60\times {\frac {G-B}{MAX-MIN}}+0,} если {\displaystyle MAX=R} и {\displaystyle G\geq B} |
| {\displaystyle H={\begin{cases}\\\\\\\\\\\\\\\\\end{cases}}} | {\displaystyle 60\times {\frac {G-B}{MAX-MIN}}+360,} если {\displaystyle MAX=R} и {\displaystyle G<B}   |
| {\displaystyle H={\begin{cases}\\\\\\\\\\\\\\\\\end{cases}}} | {\displaystyle 60\times {\frac {B-R}{MAX-MIN}}+120,} если {\displaystyle MAX=G}                         |
| {\displaystyle H={\begin{cases}\\\\\\\\\\\\\\\\\end{cases}}} | {\displaystyle 60\times {\frac {R-G}{MAX-MIN}}+240,} если {\displaystyle MAX=B}                         |

| {\displaystyle S={\begin{cases}\\\\\end{cases}}} | {\displaystyle 0,} если {\displaystyle MAX=0;} |
| {\displaystyle S={\begin{cases}\\\\\end{cases}}} | {\displaystyle 1-{\dfrac {MIN}{MAX}},} иначе   |

{\displaystyle V={MAX}}

### HSV → RGB
Для любых оттенков {\displaystyle H\in \left[0,360\right]}, насыщенности {\displaystyle S\in \left[0,100\right]} и яркости {\displaystyle V\in \left[0,100\right]}:
{\displaystyle {\begin{aligned}H_{i}&=\left\lfloor {H \over 60}\right\rfloor \mod 6\\V_{min}&={{(100-S)*V} \over 100}\\a&={(V-V_{min})}*{{H\mod 60} \over 60}\\V_{inc}&=V_{min}+a\\V_{dec}&=V-a\\\end{aligned}}}
| {\displaystyle H_{i}} | R                       | G                       | B                       |
| --------------------- | ----------------------- | ----------------------- | ----------------------- |
| 0                     | {\displaystyle V}       | {\displaystyle V_{inc}} | {\displaystyle V_{min}} |
| 1                     | {\displaystyle V_{dec}} | {\displaystyle V}       | {\displaystyle V_{min}} |
| 2                     | {\displaystyle V_{min}} | {\displaystyle V}       | {\displaystyle V_{inc}} |
| 3                     | {\displaystyle V_{min}} | {\displaystyle V_{dec}} | {\displaystyle V}       |
| 4                     | {\displaystyle V_{inc}} | {\displaystyle V_{min}} | {\displaystyle V}       |
| 5                     | {\displaystyle V}       | {\displaystyle V_{min}} | {\displaystyle V_{dec}} |

Полученные значения красного, зелёного и синего каналов RGB исчисляются в процентах. Чтобы привести их в соответствие распространённому представлению COLORREF необходимо умножить каждое из них на {\displaystyle {\frac {255}{100}}}.
При целочисленном кодировании для каждого цвета в HSV есть соответствующий цвет в RGB. Однако обратное утверждение не является верным: некоторые цвета в RGB нельзя выразить в HSV так, чтобы значение каждого компонента было целым. Фактически, при таком кодировании доступна только {\displaystyle {\frac {1}{256}}} часть цветового пространства RGB.

## Дополнительные цвета
Два цвета называются дополнительными, если при смешивании их в равной пропорции получается чистый серый цвет. Если задан один цвет {\displaystyle \left(H,S,V\right)}, то обязательно существует дополнительный ему цвет {\displaystyle \left(H',S',V'\right)}. Поскольку результирующий цвет должен быть серым, его насыщенность (S) должна быть равна 0. Таким образом,
| {\displaystyle H^{\prime }=} | {\displaystyle {\begin{cases}H-180,&{\mbox{if }}H\geq 180\\H+180,&{\mbox{if }}H<180\end{cases}}} |
| {\displaystyle S^{\prime }=} | {\displaystyle {VS \over V(S-1)+1}}                                                              |
| {\displaystyle V^{\prime }=} | {\displaystyle V(S-1)+1}                                                                         |